# Moteur homopolaire
 (juin 2010).
Si vous disposez d'ouvrages ou d'articles de référence ou si vous connaissez des sites web de qualité traitant du thème abordé ici, merci de compléter l'article en donnant les références utiles à sa vérifiabilité et en les liant à la section « Notes et références ».

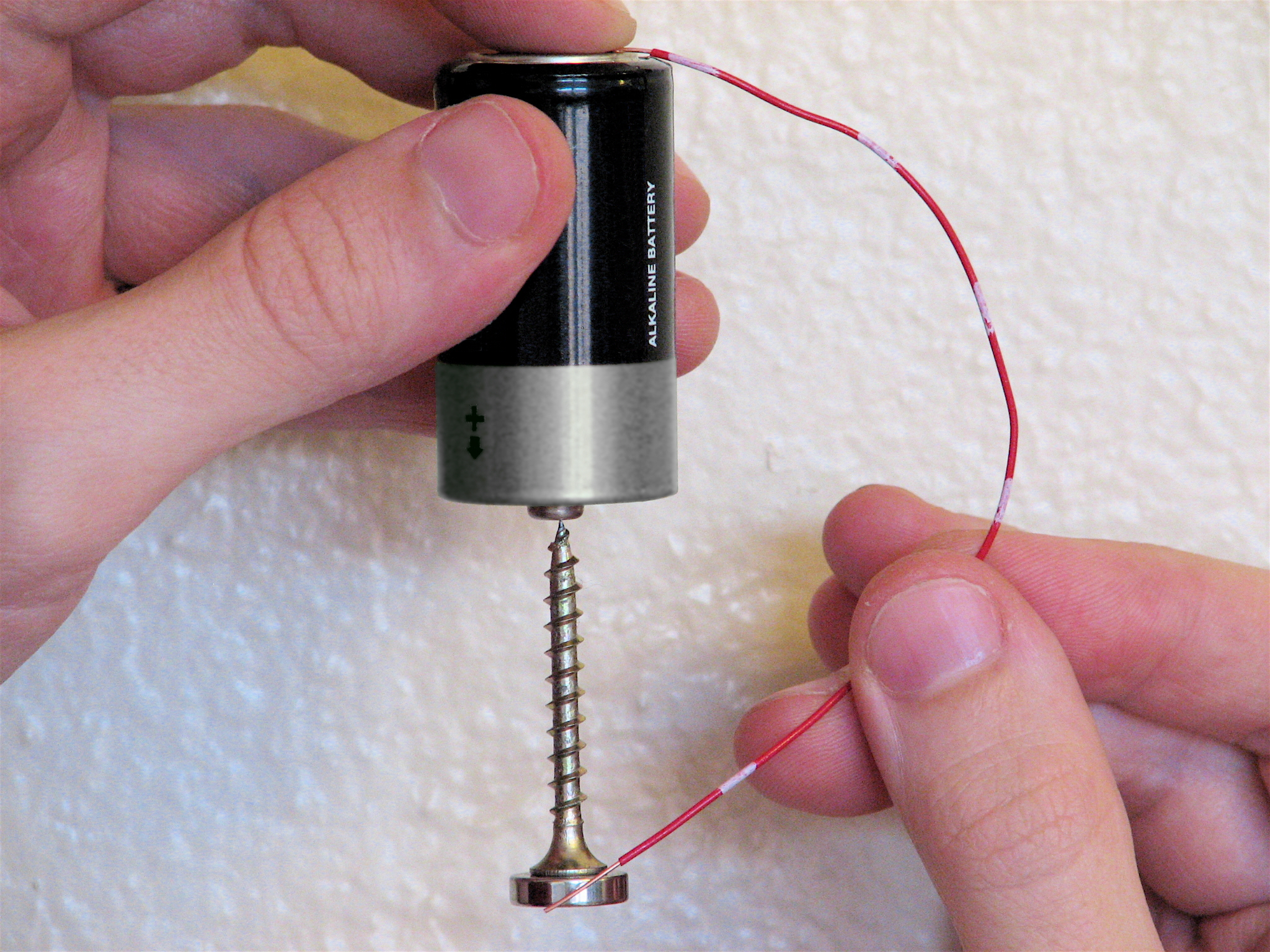
Moteur homopolaire simple fabriqué avec une vis, une pile, un fil conducteur et un aimant circulaire.

Un moteur homopolaire est un moteur dans lequel le champ magnétique est statique. La force de Laplace est responsable du mouvement de rotation.

## Galerie

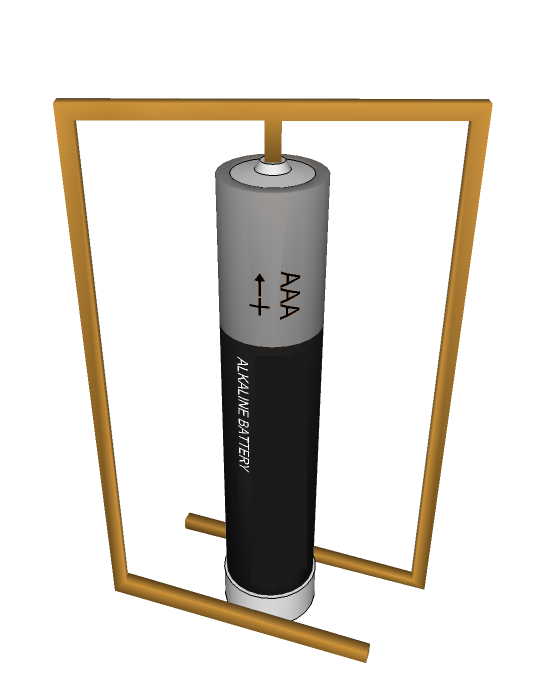
Moteur homopolaire 3D
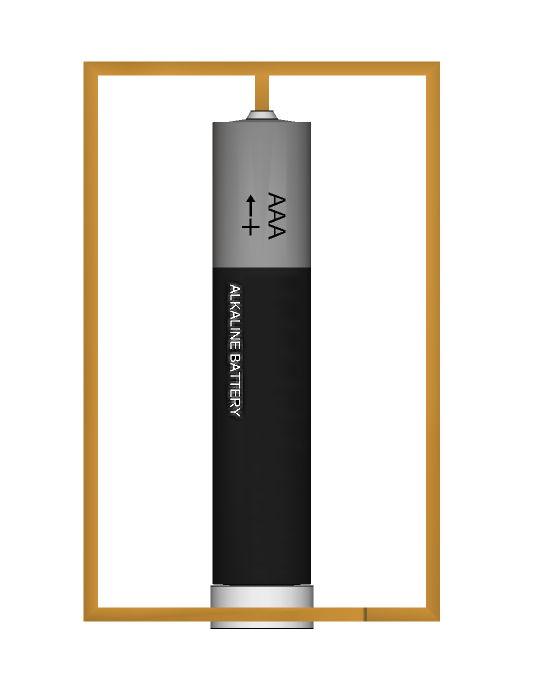
Moteur homopolaire 2D
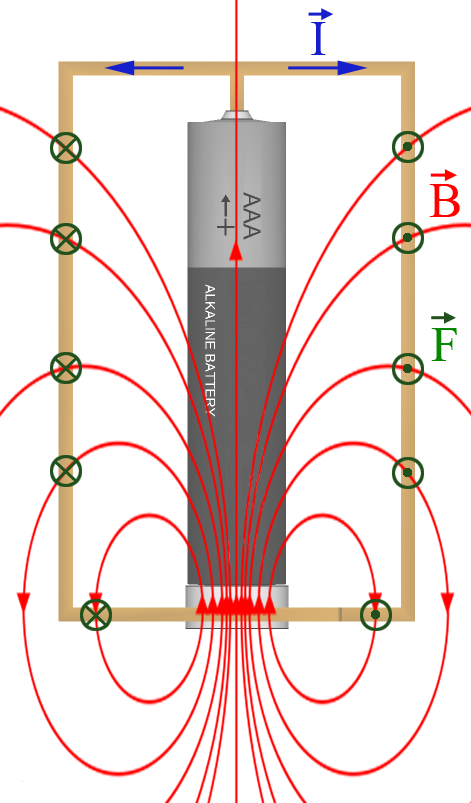
Moteur homopolaire, courant, champ magnétique et forces de Laplace